# Rolf Garske
Rolf Garske (* 21. Juli 1952 in Lehrte; † 11. März 1996 in Münster) war ein deutscher Verleger und Organisator im Bereich des künstlerischen Tanzes.

## Leben
1976 rief Garske in Köln (mit Hedwig Müller, Birgit Kirchner, Norbert Servos und anderen) zunächst eine Förderinitiative für das Tanz-Forum Köln ins Leben. Hierdurch half er „der damals ersten Stadttheaterkompanie, die modern-dance-Training eingeführt hatte und ein ausschließlich modernes Repertoire aufbaute, ein dauerhaftes Publikum zu sichern“ (H. Müller). Bald gründete er die Deutsche Ballett-Bühne e.V. als überregionale Förderorganisation und den Ballett-Bühnen-Verlag. Er organisierte in mehreren Städten Abende für junge Choreographen, bei denen u. a. Susanne Linke, Reinhild Hoffmann, James Saunders, Carlos Orta, Vivienne Newport, Hans Pop und Krisztina Horvath, aber auch Vertreter des klassischen Balletts ihre Arbeiten präsentieren konnten. Garske organisierte u. a. auch Busreisen für Tanzfreunde, zum Beispiel zu den damals noch spärlich besuchten Vorstellungen von Pina Bausch und ihrem Wuppertaler Tanztheater, aber auch zu John Neumeier und dem Hamburg Ballett, nach Brüssel zu Maurice Béjart und seiner Kompanie oder im Flugzeug nach New York. Sein Verlag produzierte 1979 das erste Buch über Pina Bausch und das Wuppertaler Tanztheater, aber auch über Kurt Jooss oder Hans van Manen. Rolf Garske war stets organisatorisch um die Förderung des künstlerischen Tanzes bemüht, was gelegentlich – zum Beispiel 1986 bei dem Versuch, einen Dachverband zu gründen – in der Fachwelt zu heftigen Querelen um die damit verbundene Vorrangstellung Garskes führte.
Im Februar 1977 erschienen die ersten hektographierten Info-Blätter, die sich schon bald zu einer kleinen Zeitschrift, dem Ballett-Info entwickelten und ab Januar 1982 zweisprachig als ballett international fortgeführt wurden (später ergänzt durch tanz international). Seine Zeitschrift prägte bald eine ganze Generation von Tanzbegeisterten. 1993 musste Garske aus wirtschaftlichen und gesundheitlichen Gründen seine Zeitschrift verkaufen (heute: tanz).
Am 11. März 1996 starb Rolf Garske an den Folgen einer schweren Erkrankung im Alter von 43 Jahren.